# نور الشريف
محمد جابر محمد عبد الله المعروف باسم نور الشريف(1) (28 أبريل 1946 – 11 أغسطس 2015)، هو ممثل ومنتج ومخرج مصري، يُعتبر واحدًا من أبرز المُمثلين في تاريخ السينما المصرية الحديثة، وأهم من جسد الشخصيَّة المصريَّة بِكُل أشكالها الاجتماعيَّة على شاشة السينما. قدَّم خلال مشواره الفني الطويل العديد من الأعمال الهامة في تاريخ السينما، والتلفزيون، والمسرح، وحصل على العديد من الجوائز حتَّى لقِّب بـ«صائد الجوائز». كما لهُ سبعة أفلام في قائمة أفضل مئة فيلم مصري حسب استفتاء شارك فيه العديد من النُقاد المصريين سنة 1996.
وُلد في حي السيدة زينب بِمدينة القاهرة، وتُوفي والده بعد مولده بأقل من سنة واحدة، وتزوجت والدته وسافرت مع زوجها إلى السعودية، وتولَّى أعْمامِه تَرْبِيته هو وشَقِيقتُه الوحيدة «عواطف». التحق بالمعهد العالي للفنون المسرحية، وتخرج منه سنة 1967 بتقدير امتياز، وكان ترتيبه الأوَّل على دفعته. تزوج من الفنانة بوسي سنة 1972، وانفصلا سنة 2006، ثم عادا مرة أخرى سنة 2015 أثناء مرضه، ولهُ ابنتان هما سارة، ومي. تُوفي نور الشريف في يوم الثلاثاء الموافق 11 أغسطس 2015، بعد صراع طويل مع مرض سرطان الرئة، عن عُمر يناهز 69 سنة.

## النشأة

### مولده
وُلد نور الشريف في حي السيدة زينب، أحد أحياء القاهرة القديمة، في يوم 28 أبريل 1946م، المُوافق 26 جُمادى الأولى 1365هـ. أطلق عليه والده اسم «محمد» في الأوراق الرسمية، بينما اختار له جده لوالده اسم «نور» كاسم دلع، وكان هذا شائعًا في الأحياء الشعبيَّة، حيث يكون للطفل اسمان، أحدهما رسمي والآخر للدلع. تُوفِّي والده في سنٍّ صغيرٍ السادسة والعشرين، وذلك بعد أقل من عام على ولادة نور. بعد وفاة الوالد، غادرت والدته منزل العائلة وعادت إلى بيت أهلها برغبتها، تاركةً نور وشقيقته الوحيدة «عواطف». بعد عدة سنوات، تزوجت والدته وانتقلت مع زوجها الجديد إلى السعوديَّة.

### طفولته
عاش نور الشريف وشقيقته في منزل العائلة بحارة الصايغ، تحت رعاية عمّيه «إسماعيل» و«أمين» وعمّته وأولادهم، بعد وفاة والده وغياب والدته. كان نور يعتقد أن عمّه إسماعيل هو والده، وأن نور هو اسمه الحقيقي، حتَّى جاء اليوم الأوَّل من المدرسة الابتدائية، عندما علم من معلمه وهو ينادي على أسماء التلاميذ، أن اسمه الحقيقي هو محمد، وأن عمّه إسماعيل ليس والده، ممّا أصابه بصدمة كبيرة، وكان ذلك في السادسة من عمره. ظلَّ نور في حالة من الذهول والحيرة حتَّى نهاية اليوم الدراسي، وعاد إلى المنزل محملاً بأسئلة كثيرة توجه بها إلى عمّته. فأخذته بين أحضانها وأخبرته بالحقيقة.
لاحقًا، قرر نور تغيير اسمه إلى «نور الشريف»، وهو الاسم الذي اختارته له شقيقته تعبيرًا عن حبِّها للفنان عمر الشريف. هذه الحقيقة غرسَت في قلب نور شعورًا بالغربة والوحدة، وجعلته يشعر بأنّه لا يحق له طلب شيء، بل ينتظر ما يُمنح له بصمت. لهذا السبب، لم يعد يحب الأعياد والمناسبات ويفضّل قضاءها في البيت. وعلى الرغم من محاولات عمّه وعمَته إخراجه من حالته النفسية، إلا أن الشعور باليتم والحرمان كان متجذرًا في أعماقه، ولم يخفَ عليه أن حنان الوالدين لا يعوض. قضى نور طفولته الحزينة في الحارة، وكانت كرة القدم ملاذه الوحيد، حيثُ وجد فيها راحة من آلام اليتم. كان متميزًا في اللعب، فكوَّن فريقًا مع أصدقائه أطلقوا عليه اسم «الأسد المرعب». كان طموحه في تلك الفترة هو الانضمام لأحد الأندية الكبيرة، وبالفعل، عند وصوله للمرحلة الإعدادية، انضم لناشئي نادي الزمالك كلاعب وسط. في تلك الفترة أيضًا، عاش نور أوَّل قصَّة حب في حياته مع فتاة سمراء من نفس منطقته. ولكن، بسبب شجار حدث بينه وبين شخص آخر بسببها، عاقبه عمّه إسماعيل بربطه في ورشة النجارة الخاصة به لساعات طويلة. وذكر نور في مذكراته أن هذا الموقف ترك لديه عقدة نفسية تجاه البنات. بعد أن أنهى الثانوية العامة، التحق بالمعهد العالي للفنون المسرحية، وأدرك أن كرة القدم لم تكن مساره الحقيقي، بل كانت مرحلة مؤقتة في حياته، تعلَّق بها كنوع من الهروب من شعور اليتم. تخرج من المعهد سنة 1967م بتقدير امتياز، وكان الأوَّل على دفعته.

## حياته الشخصية
التقى نور الشريف بزوجته بوسي لأوَّل مرَّة أثناء بروفات مسلسل «القاهرة والناس»، وأعجب بها فتقدم لخطبتها، إلَّا أن والدها رفض بسبب عدم ثرائه. رغم هذا الرفض، تمسكت بوسي بقرارها، وهددت بالانتحار إن لم تتزوج من نور، حتَّى أجبرت أهلها على الموافقة. تزوجا في عام 1972م، واستمرَّ زواجهما لمدة 34 عامًا، وأنجبا ابنتين سارة، ومي. في عام 2006م، انفصلا بسبب خلاف لم يفصحا عنه، ولكن رغم ذلك، ظلَّت العلاقة بينهما ودية كأصدقاء. استمرَّ الانفصال لمدة 8 سنوات، حتَّى عادا إلى بعضهما مرَّة أخرى في عام 2015م، بالتزامن مع خطوبة ابنتهما سارة، وإصابة نور بمرض سرطان الرئة. خلال هذه الفترة، وقفت بوسي إلى جانبه ورافقته في رحلته العلاجية، حتَّى وفاته يوم الثلاثاء الموافق 11 أغسطس 2015م عن عمر 69 عامًا.

## تجربته للتمثيل

### مسرح عربات الكارو
بدأ نور الشريف مشواره في التمثيل منذ سنٍّ صغيرة، حيث انضم إلى فرقة تمثيلية أسسها خاله «شعيب». كانت هذه الفرقة تقدم مسرحيَّات قصيرة من تأليف وإخراج خاله، وتم عرضها لأطفال الحارة على عربات الكارو، التي تحولت إلى مسرح مؤقت في الليل بعد أن يتركها أصحابها. وكان جمهورهم يتألف من أطفال الحارة وأهاليهم، الذين كانوا يشاهدون العروض من نوافذ المنازل. من هنا بدأ شغف نور بالتمثيل يتنامى، فكان يدَّخر مصروفه لشراء تذاكر السينما، ويحرص على الذهاب إليها ثلاث مرات على الأقل في الأسبوع، فانتقل بين سينما «وهبي» بالحلمية، و«إيزيس» بالسيِّدة زينب. وبدأ يُقلِّد تشارلي تشابلن في حركاته ومشيته التقليديَّة، والممثِّل الكوميدي عبد المنعم إبراهيم في أحد مشاهده بفيلم الوسادة الخالية. وكان مثله الأعلى في هذا الوقت المُمثِّلين الأجانب أمثال: غاري كوبر في أفلام رعاة البقر، وفيكتور ماتير في الأفلام التاريخيَّة، وأيضًا كيرك دوغلاس، وبرت لانكستر. ومع الوقت بدأ اهتمامه بالكرة يقل، ويزداد حبُّه للفن.

### مسرح المدرسة الإعدادية
أوَّل تجربة جادَّة لنور في التمثيل، كانت انضمامه لفرقة التمثيل بمدرسة «بنبا قادن الإعدادية»، عندما شارك معهم في تقديم عروض الأنشطة المسرحيَّة المدرسيَّة. وكان المشرف على العروض المخرج حمدي فريد مدرِّس التربية البدنيَّة، والذي كان ملتحقًا بالمعهد العالي للفنون المسرحيَّة وقتها، وهو من أوائل المخرجين الذين قدَّموا زوجة نور الشريف بوسي وهي طفلة. وقدَّم معهم مسرحيَّة باسم «مصرع كلبير»، وأدَّى دور «برونان» مستشار كليبر الخاص، وبرغم من خوفه وتوتره لوقوفه على خشبة المسرح لأوَّل مرَّة، فقد أدَّى دوره بإجادة وإتقان، وكانت المسرحيَّة مقرَّرة على المسرح المدرسي وقتها، وهي عن حادث مقتل أحد قادة الحملة الفرنسية على مصر، وكان المشرف على النشاط المسرحي في منطقة السيِّدة زينب الممثِّل عدلي كاسب، وكان حاضرًا للعرض. وفي إحدى بروفات المسرحيَّة، ذهبَ نور إلى حمدي ليساله عن شروط الالتحاق بالمعهد، ورد حمدي بسخرية واستخفاف، لصعوبة هذه التجربة وما تحتاجه من أموال ووقت، ولكن هذا الحوار دفع نور أكثر إلى حب التمثيل.
بعد حصول نور على الشهادة الإعداديَّة، ذهبَ هو وصديقه «محمود الجهري» إلى مكتب مدير الإنتاج السينمائي تاكفور أنطونيان، وكان في ذلك الوقت واحدًا من أهم المنتجين السينمائيين، واستطاعوا مقابلته، وعرضوا عليه أن يقدمهم في أحد الأدوار، وقال لهم تاكفور كما أورد نور في مذكِّراته: «طيب مروا عليَّا كل فترة كده أشوفكم يمكن يكون لكم شغل يناسبكم». وبعد تلك المحاولة الفاشلة بفترة قصيرة، قرأ نور في إحدى الصحف أعلانًا للمنتج رمسيس نجيب، يطلب وجوهًا جديدة لفيلم «و إسلاماه»، فذهبَ نور وصديقه وقابل نجيب، وكالعادة لم تنجح هذه المُحاولة أيضًا. ولكن هذه المحاولات الفاشلة دفعت نور أكثر للتعلُّق بالسينما. وبدأ نور وصديقه يتوجهان إلى دار الكتب، والمكتبات العامَّة، والشعبيَّة، لاستعارة أكبر عدد ممكن من الكتب المتعلِّقة بالسينما والمسرح، توجُّهًا منهم لدراسة علوم السينما والمسرح بشكل علمي وأكاديمي، وإذا أعجب بقصَّة أو نصًا مسرحيًا، يكتب لها ملخصًا في كرَّاسة، وظل يتبع هذا الأسلوب طوال مسيرته الفنيَّة.

### مسرح التلفزيون
انتقل نور مع أعمامه إلى منزل جديد في حي السيِّدة زينب، وأصرَّ على الالتحاق بالمدرسة «الإبراهيميَّة الثانويَّة»، وكانت مدرسة لأبناء الأثرياء في حي جاردن سيتي، وكان يسير كلَّ يوم ذهابًا وإيابًا من حي السيِّدة إلي حي جاردن سيتي، حتَّي ذابت احذيته. وفي السنة الأولى، حصل على المركز الأوَّل في مسابقة لفك وتركيب الأسلحة، على مستوي المدارس الثانويَّة، واستلم الجائزة من كمال الدين حسين، وزير التربية والتعليم في ذلك الوقت. لم يستطع نور دخول فريق التمثيل بالمدرسة، بسبب هيمنة الطلبة الأثرياء عليه، حتَّي جاء إلى المدرسة ذات يوم «أحمد طنطاوي»، الذي أصبح مخرجًا فيها بعد، ووجد نور أنَّها فرصة للاشتراك معهم في أحد الأدوار، لكن عرض طنطاوي عليه دور عسكري يقول جملتين فقط، فرفض الدور. واستمرَّت فترة المدرسة الثانويَّة ولم يقتنع به زملائه بفريق التمثيل، ولم يشارك معهم في أي مسرحيَّة. وذات يوم، سمع نور من أحد أصدقائه، أنَّهم يريدون بعض الشباب من فريق التمثيل بالمدرسة، ليظهروا مع المجاميع في مسرحيَّة «الشوارع الخلفية» للمُؤلِّف عبد الرحمن الشرقاوي، فذهبَ إلى إدارة مسرح التلفزيون، واختاره سعد أردش مخرج المسرحيَّة من بين زملائه، ليقول جملتين هما: «يا عبد الرافع.. إن كان ده مكان الاجتماع فده بيتك يا أخي.. شوف لك طريقة في العيال دول»، وبرغم من دوره الصغير، شعر بسعادة غامرة لوقوفه على خشبة المسرح وسط ممثِّلين كبار أمثال: حمدي غيث، ونعيمة وصفي، ومحسنة توفيق، ورشوان توفيق، وأنور رستم، وتعلَّم منهم كيف يؤدُّون، وكيف يوثرون على المتفرِّج، ولماذا يتفاعل المتفرِّجون مع ممثِّل معيِّن أكثر من غيره. ثم التحق بفرقة للهواء باسم «فرقة الطليقة»، أنشأها عبد العزيز مكيوي وفوزي فهمي، وقدم معهم مسرحيَّة باسم «الأم الشجاعة وأولادها» للكاتب الألماني برتولت بريشت، وزادت خبَّرته أكثر من هذه التجربة.
بعد أن أنهى الثانويَّة العامة عام 1962 بمجموع 76%، رشَّحه مكتب التنسيق لدخول كلِّيَّة التجارة، ولكنَّه أراد الالتحق بالمعهد العالي للفنون المسرحيَّة، ورفض أعمامه هذه الفكرة، وكذب عليهم لتهدئتهم، وقال أنَّه سيدخل قسم الديكور وليس التمثيل، ليصبح مهندس ديكور. وبدأ يستعد لامتحان القبول بالمعهد، فأخذ يدرِّبه عبد العزيز مكيوي على أحد مشاهد مسرحيَّة «اللحظات الحرجة»، للكاتب يوسف إدريس، ومحيي إسماعيل على مشهد آخر من مسرحيَّة «هاملت»، وقبل في المعهد، وكان من أكثر الطلَّاب التزامًا وحضورًا.

## حياته قبل الاحتراف

### في المعهد
في أوَّل أيَّام نور بالمعهد، عرف أعمامه عن طريق أحد الأقارب، أنَّه التحق بقسم التمثيل وليس الديكور، فمنعوا عنه المصروف حتَّى ينتقل إلى قسم الديكور، ولكنَّه أصرَّ على رغبته، وساعده صديقه محمود الجوهري، بأن يعطيه ربع راتبه كلَّ شهر. وبعد شهرين من بداية السنة الأوَّل بالمعهد، توجَّه نور وزملائه إلى مبنى الإذاعة والتلفزيون، لأداء اختبار الممثِّلين الجدد الذين سيظهرون على شاشة التلفزيون، وكانت اللجنة مكوَّنة من مخرجين كبار مثل: وحافظ أمين، ونور الدمرداش رئيس اللجنة، وجاء دوره وأدَّى مشهدًا من مسرحيَّة هاملت، وهو المشهد الذي دخل به إلى المعهد، وأثناء الاختبار أوقفه نور الدمرداش وقال له كما أورد نور في مذكِّراته: «يا ابني أنت متأكد إنك طالب في المعهد؟»، فأجاب نور بصوت واهن: «أيوه»، فردَّ عليه منهيًا الحديث والاختبار: «طيب متشكرين»، وشعر نور بصدمة كبيرة جدًا، وتوالت الصدمات عندما نحج جميع زملائه سواء، وجاء بعد ذلك حافظ أمين له، وعرض عليه أن يعيد الاختبار، ولكنَّه رفض وقال له: «لا، لن أمتحن ولن أدخل مبنى التلفزيون إلا كنجم». بعد هذا الموقف، شعر نور بالإهانة واليأس، واتَّجه إلى التركيز في المعهد، وشجَّعه على ذلك نبيل الألفي، أستاذه بالمعهد، والأب الروحي بالنسبة له، كما أورد نور في مذكِّراته. واضطرَّ إلى العمل ككومبارس في المسرحيَّات، بمقابل خمسون قرشًا عن البروفة، وجنيهًا عن العارض، لكي يخفِّف العبء على صديقه الجوهري، ولأنَّها الفرصة الوحيد أمامه الآن، وكانت مسرحية «الزلزال» للمفكِّر الدكتور مصطفى محمود، أوَّل مسرحيَّة يظهر بها ككومبرس، وأخرجها جلال الشرقاوي. وقبل نهاية السنة الدراسيَّة الأولى، اختار نور دور «أجاممنون»، من مسرحيَّة «إيفيجينيا في أوليس» ليؤدِّيه في اختبار نهاية السنة، وكانت أوَّل مرَّة يؤدِّي طالب هذا الدور، لصعوبته، وظهرت النتيجة وكان الأوَّل على دفعته، وكرَّر نفس الشيء في الثلاث سنوات المتبقِّية.
وفي الإجازة الصيفيَّة للسنة الثانية، رشَّحه أستاذه نبيل الألفي لدور البطولة، في مسرحيَّة «روميو وجوليت»، للمخرج كمال عيد، الذي اختار سناء ماهر لدور «جوليت»، ووقَّع نور عقدًا بمائة وخمسون جنيهًا، أخذ منهم خمسون جنيهًا كعربون، وأخبرته شقيقته أن اسمه ليس اسمًا فنِّيًا، فاقترحت عليه اسم «نور الشريف»، لحبِّها بالممثِّل عمر الشريف، فأعجبه الاسم وأصبح اسمه طوال حياته. وبدأت بروفات المسرحيَّة بمسرح «الجيب»، واستمرَّت لثلاثة أشهر، واشترك معهم في المسرحيَّة عبد الرحيم الزرقاني، ونعيمة وصفي، وعزيزة حلمي، وكانت أوَّل مرَّة تجري معه لقاءت صحفيَّة. وذهبَ إلى مبنى التلفزيون ليعرض مشهدًا من المسرحيَّة أمام الكاميرات، وفي المبنى رأى «بوسي» لأوَّل مرَّة، وكانت تؤدِّي دورًا رئيسيًا في الحلقات المسلسلة «بندق ولوز»، وكانت تبلغ من العمر خمسة عشر عامًا، وأعجب نور بها، وبسبب الميزانية توقَّفت البروفات فترة، ثم ألغيت المسرحيَّة نهائيا، فكانت صدمة كبيرة لنور وسناء بطلة المسرحيَّة، فعاد إلى التركيز في المعهد، واستمرَّ في العمل ككومبرس. ثم رشَّحه أستاذه نبيل الألفي، لدور في مسرحيَّة «شمشون ودليلة»، واستدعته المخرجة إنعام محمد علي، واسندت إليه دورًا صغيرًا في أحد مسلسلاتها، بعد أن رأته في أحد المسرحيَّات، وشارك في مسلسل «الامتحان» للمخرج محمد فاضل، وقال من أربعة إلى اثني عشر جملة، ثم أسند إليه نور الدمرداش، دورًا بسيطًا في مسلسل «لا تطفئ الشمس» عام 1965.
وفي السنة الرابعة والأخيرة، قدَّم نور في أحد مشاهد تخرُّجه، مشهدًا بالحركة البطيئة، واعترض عليه استاذه جلال الشرقاوي، ثم استخدمه بعد ذلك في مسرحيَّة مدرسة المشاغبين، وبحسب ما أورده نور في مذكِّراته، فهو أوَّل من استخدم هذه الحركة في المسرح، وقدَّمها في مسرحيَّة «المهندس وإمبراطور آشور». وأسند إليه سعد أردش، الإشراف على المسرح العسكري مع ثلاثة من زملائه، بمبلغ أحد عشر جنيهًا كلَّ شهر، إيمانًا منه بهم رغم أنَّه لم يدرس لهم. وتخرَّج نور من المعهد بتقدير «امتياز»، سنة 1967 بتزامن مع حرب 1967 «النكسة»، ثم عيَّن معيدًا بالمعهد.

## مسيرته الفنيَّة

### البداية الفنيَّة

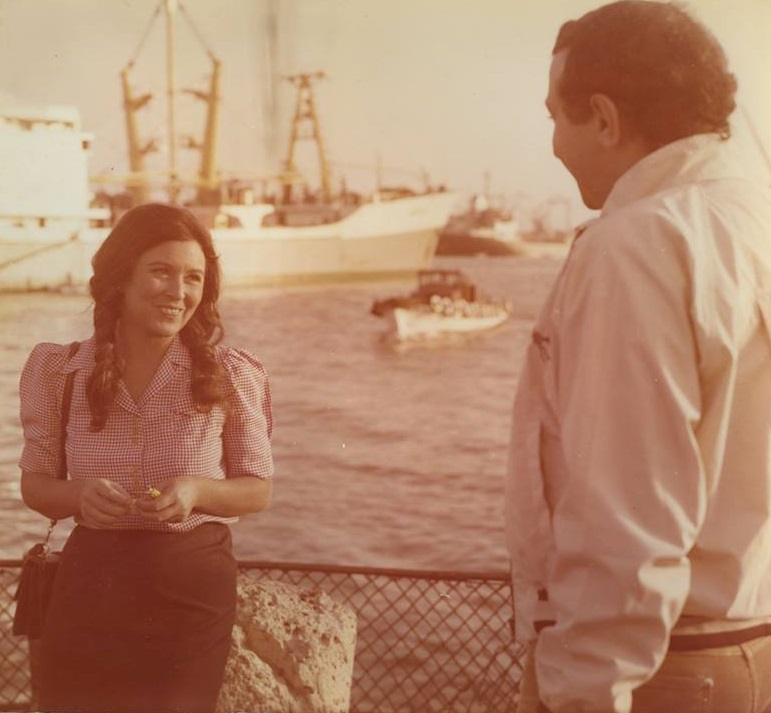
نور الشريف مع سعاد حسني في مشهد من أهل القمة (1981)

تزامن ظهور نور الشريف مع تراجع الاهتمام بالمسرح والسينما في مصر، بعد حرب 1967 «النكسة»، واهتمام الدولة بإزالة آثار الاحتلال، والتركيز على الأعمال الكوميديَّة والوطنيَّة، لتقليل حالة اليأس والغضب المنتشر في الشارع المصري. بعد تخرَّج نور بفترة قصيرة، دعاه المخرج محمد فاضل إلى مبنى التلفزيون، فكان يبحث عن ممثِّلين لمسلسله الجديد، وبعد عدَّة لقائات بينهم، أبلغه أنَّه اختاره لدور «عادل عوض» في مسلسل «القاهرة والناس»، وأعطاه سيناريو الحلقات الخمس الأولى، وأعجب نور بالحلقات لأنَّها تناقش آمال ومشكلات وحالة المجتمع بعد النكسة، من خلال أسرة متوسطة الحال، ولأنَّها فرصة تتيح له التمثيل مع عدد كبير من الممثِّلين الكبار، وبدأ التصوير. وبعد عرض الحلقات الأولى في أكتوبر 1967، تلقَّى نور نقدًا بنَّاءً من المشاهدين ومن «مصطفى كامل» كاتب السيناريو، عن أدائه في الحلقات، وهذا دفع نور إلى التركيز أكثر في الحلقات القادمة، وأدرك أن التمثيل السينمائي يختلف عن التمثيل المسرحي الذي تعلَّمه، وأن الأسلوب السينمائي يتطلَّب قدرًا في البساطة، ويكون طبيعيًا خاليًا من التكليف، ومع الوقت بدأ يلفت انتباء المشاهدين، ويصبح معروفًا وتشير إليه الناس في الشوارع.

## أعماله

### في السينما
| عقد الستينات    |                          |                              |
| 1966            | قصر الشوق                | كمال عبد الجواد              |
| 1968            | بنت من البنات            | صلاح                         |
| 1969            | زوجة بلا رجل             | مدحت                         |
| 1969            | نادية                    | صبري                         |
| 1969            | بئر الحرمان              | رؤوف كامل                    |
| عقد السبعينات   |                          |                              |
| 1970            | زوجة لخمسة رجال          | وكيل النيابة                 |
| 1970            | أشياء لا تشترى           | يوسف                         |
| 1970            | المراية                  | المهندس أحمد                 |
| 1970            | السراب                   | كامل                         |
| 1971            | امرأة لكل الرجال         | رؤوف                         |
| 1971            | غدا يعود الحب            | سامي عبد الحميد              |
| 1971            | بنات في الجامعة          | عصام                         |
| 1971            | شباب في عاصفة            | مدحت وحيد                    |
| 1971            | ثم تشرق الشمس            | يسري همام                    |
| 1971            | المتعة والعذاب           | عادل                         |
| 1971            | زوجتي والكلب             | نور                          |
| 1971            | البيوت أسرار             | سراج                         |
| 1971            | ولد وبنت والشيطان        | نور                          |
| 1972            | زواج بالإكراه            | كمال                         |
| 1972            | الخوف                    | أحمد                         |
| 1972            | امتثال                   | الأستاذ ناجي                 |
| 1972            | صور ممنوعة قصة «ممنوع»   | حامد                         |
| 1972            | الحاجز                   | عزت                          |
| 1972            | من البيت للمدرسة         | حسن                          |
| 1973            | السكرية                  | كمال عبد الجواد              |
| 1973            | الحب والصمت              | فؤاد                         |
| 1973            | المرأة التي غلبت الشيطان | محمود                        |
| 1973            | كلمة شرف                 | كامل                         |
| 1973            | الرغبة والضياع           | عبد الله                     |
| 1973            | مدينة الصمت              | أحمد لطفي                    |
| 1973            | أشرف خاطئة               | المهندس سامح                 |
| 1973            | دمي ودموعي وابتسامتي     | عصام                         |
| 1973            | شيء من الحب              | شريف                         |
| 1973            | السلم الخلفي             | محمد محمود                   |
| 1973            | مدرسة المشاغبين          | بهجت الأباصيري               |
| 1974            | امرأة حائرة              | جلال عبد الرحمن              |
| 1974            | النصابين الخمسة          | شكري                         |
| 1974            | الأبرياء                 | عمرو الرسام                  |
| 1974            | البنات والحب             | علاء                         |
| 1974            | آنسات وسيدات             | صلاح                         |
| 1974            | في الصيف لازم نحب        | أحمد عبد الفتاح              |
| 1974            | الشوارع الخلفية          | سعد داود (سوسو)              |
| 1974            | ليالي لن تعود            | حسين                         |
| 1974            | الأخوة الأعداء           | شوقي الأرماني                |
| 1974            | أبناء الصمت              | مجدي                         |
| 1974            | حبيبتي شقية جدا          | علاء                         |
| 1975            | بائعة الحب               | سامي                         |
| 1975            | لقاء مع الماضي           | حسين / أحمد زاهر             |
| 1975            | ألو أنا القطة            | مشمش                         |
| 1975            | يا رب توبة               | إبراهيم عبد الباقي سويلم     |
| 1975            | الحفيد                   | شفيق                         |
| 1975            | الكل عاوز يحب            | أحمد أبو العز / بشندي        |
| 1975            | يوم الأحد الدامي         | حمادة                        |
| 1975            | صابرين                   | حسن                          |
| 1975            | لا شيء يهم               | محمد وجدي                    |
| 1975            | شقة في وسط البلد         | شريف                         |
| 1975            | امرأتان                  | كمال                         |
| 1975            | الضحايا                  | د. عصمت                      |
| 1975            | شهيرة                    | كمال                         |
| 1975            | الأنثى والذئاب           | أدهم                         |
| 1975            | الكرنك                   | إسماعيل الشيخ                |
| 1976            | الدموع الساخنة           | د. شريف                      |
| 1976            | لقاء هناك                | عباس سلطان                   |
| 1976            | العاشقات                 | كمال                         |
| 1976            | الكل يحب                 | نبيل                         |
| 1976            | وعادت الحياة             | عزت أحمد فهمي                |
| 1976            | لا وقت للدموع            | النقيب سمير منصور            |
| 1976            | المنحرفون                | محمود                        |
| 1976            | دائرة الانتقام           | جابر عبد الواحد              |
| 1976            | شلة الأنس                | د. سعد                       |
| 1976            | توحيدة                   | حسين                         |
| 1977            | ميعاد مع سوسو            | هشام                         |
| 1977            | سونيا والمجنون           | رفيق                         |
| 1977            | فتاة تبحث عن الحب        | مجدي                         |
| 1977            | ابنتي والذئب             | يوسف أحمد                    |
| 1977            | الشياطين                 | الأمير نبيل                  |
| 1977            | همسات الليل              | طارق                         |
| 1977            | قطة على نار              | أمين                         |
| 1978            | الأقمر                   | كمال                         |
| 1978            | ضاع العمر يا ولدي        | عباس                         |
| 1978            | رحلة داخل امرأة          | محمود                        |
| 1978            | الاعتراف الأخير          | أدهم                         |
| 1978            | المرأة الأخرى            | محمود                        |
| 1978            | البعض يذهب للمأذون مرتين | د. ممدوح                     |
| 1978            | بدون زواج أفضل           | شريف                         |
| 1978            | ابتسامة واحدة تكفي       | صلاح شوقي                    |
| 1979            | مع سبق الإصرار           | مصيلحي عبد الدايم            |
| 1979            | يمهل ولا يهمل            | سامي                         |
| 1979            | لا تبكي يا حبيب العمر    | د. أحمد شوقي                 |
| عقد الثمانينات  |                          |                              |
| 1980            | أين تخبئون الشمس         | الشيخ محمود                  |
| 1980            | لست شيطانا ولا ملاكا     | أحمد                         |
| 1980            | ضربة شمس                 | شمس                          |
| 1980            | الرغبة                   | جابر عبد الرحمن حسين         |
| 1980            | تحدي الأقوياء            | رشدي عبد الرحمن              |
| 1980            | حبيبي دائما              | إبراهيم النجار               |
| 1981            | فتوات بولاق              | محروس                        |
| 1981            | أهل القمة                | زعتر النوري / محمد زغلول     |
| 1981            | الشيطان يعظ              | شطا الحجري                   |
| 1981            | الحب وحده لا يكفي        | مدحت                         |
| 1981            | لن أغفر أبدا             | حسين صديق فؤاد               |
| 1982            | غريب في بيتي             | شحاتة أبو كف                 |
| 1982            | بريق عينيك               | وليد                         |
| 1982            | الغيرة القاتلة           | عمر                          |
| 1982            | سواق الأتوبيس            | حسن سلطان                    |
| 1982            | أرزاق يا دنيا            | أبو زيد                      |
| 1982            | إعدام طالب ثانوي         | يحيى                         |
| 1982            | حدوتة مصرية              | يحيى شكري مراد               |
| 1982            | الطاووس                  | حمدي سليمان                  |
| 1982            | العار                    | كمال                         |
| 1983            | الذئاب                   | ناجي عبد الدايم              |
| 1983            | يا ما انت كريم يا رب     | مصطفى                        |
| 1984            | شوارع من نار             | إمام السيد المصري            |
| 1984            | اللعنة                   | الصحفي حمدي عبد السلام       |
| 1984            | بيت القاضي               | فتحي الدفراوي                |
| 1984            | آخر الرجال المحترمين     | فرجاني                       |
| 1984            | عندما يبكي               | شريف صابر الجندي             |
| 1985            | الزمار                   | الزمار حسن                   |
| 1985            | الصعاليك                 | مرسي                         |
| 1985            | عسل الحب المر            | إبراهيم براءة                |
| 1985            | المطارد                  | سماحة الناجي                 |
| 1985            | انحراف                   | حسن أبو الفضل                |
| 1985            | الحكم آخر الجلسة         | سعيد همام                    |
| 1986            | أجراس الخطر              | جابر متولي إسماعيل           |
| 1986            | كلمة السر                | حسن                          |
| 1986            | عصفور الشرق              | وكيل النيابة / عصفور المجنون |
| 1986            | السكاكيني                | عزب                          |
| 1986            | عصر الذئاب               | أحمد                         |
| 1986            | وصمة عار                 | مختار                        |
| 1986            | جذور في الهواء           | أيمن ربيع حجاج               |
| 1986            | القطار                   | خالد                         |
| 1987            | الوحل                    | العميد خالد عبد الرحمن       |
| 1987            | قاهر الزمن               | كامل إبراهيم                 |
| 1987            | سكة سفر                  | زغلول                        |
| 1987            | بئر الخيانة              | جابر عبد الغفار علي          |
| 1987            | الهروب من الخانكة        | مصطفى                        |
| 1987            | ضربة معلم                | رفعت حسن عبد ربه             |
| 1987            | جري الوحوش               | سعيد أبو الدهب               |
| 1988            | زمن حاتم زهران           | حاتم زهران                   |
| 1988            | أصدقاء الشيطان           | جلال                         |
| 1988            | كل هذا الحب              | كمال البدر حسين زهران        |
| 1989            | صراع الأحفاد             | حجازي نوح                    |
| 1989            | عنبر الموت               | المقدم فؤاد                  |
| 1989            | الحقونا                  | قرشي بسيوني عبد العال        |
| 1989            | كتيبة الإعدام            | حسن عز الرجال                |
| 1989            | أيام الغضب               | إبراهيم محمود القمحاوي       |
| 1989            | قلب الليل                | جعفر إبراهيم سيد الراوي      |
| 1989            | الفتى الشرير             | صلاح عبد الراضي              |
| عقد التسعينات   |                          |                              |
| 1990            | ليل وخونة                | صلاح                         |
| 1991            | البحث عن سيد مرزوق       | يوسف كمال                    |
| 1991            | الصرخة                   | عمر                          |
| 1992            | ناجي العلي               | ناجي العلي                   |
| 1992            | لعبة الانتقام            | صلاح الشنواني                |
| 1992            | عيون الصقر               | أبو الوفا درويش              |
| 1992            | دماء على الأسفلت         | د. سناء نور الحسن            |
| 1993            | لهيب الانتقام            | المقدم مدحت شوقي             |
| 1993            | أقوى الرجال              | زكي محمد الطيب               |
| 1993            | الرقص مع الشيطان         | د. واصل عبد الله الرفاعي     |
| 1993            | 131 أشغال                | شحته الجمال                  |
| 1993            | كروانة                   | تيمور                        |
| 1994            | الطيب والشرس والجميلة    | عادل حسن                     |
| 1995            | خيط أبيض خيط أسود        | عيسى                         |
| 1995            | ليلة ساخنة               | سيد                          |
| 1996            | الهروب إلى القمة         | سيد الهوا / وجدي الزين       |
| 1996            | الزمن والكلاب            | سلطان                        |
| 1997            | عيش الغراب               | مصطفى شرف الدين              |
| 1997            | المصير                   | ابن رشد                      |
| 1997            | عفريت النهار             | أبو زيد                      |
| 1998            | اختفاء جعفر المصري       | جعفر المصري                  |
| 1999            | الظالم والمظلوم          | جابر الونش / مرسي جابر الونش |
| الألفية الجديدة |                          |                              |
| 2000            | الكلام في الممنوع        | الضابط حسام القاضي           |
| 2001            | العاشقان                 | صلاح                         |
| 2001            | أولى ثانوي               | حمزة نور الدين كمال          |
| 2005            | دم الغزال                | جابر عيش                     |
| 2006            | عمارة يعقوبيان           | محمد عزام                    |
| 2008            | ليلة البيبي دول          | عوضين الأسيوطي               |
| 2008            | مسجون ترانزيت            | العميد شوقي / عادل عرابي     |
| 2015            | بتوقيت القاهرة           | يحيى شكري مراد               |

### في التلفزيون
| سنة الإنتاج | المسلسل                                     | الشخصية                               |
| ----------- | ------------------------------------------- | ------------------------------------- |
| 1964        | الأشياء النفيسة                             |                                       |
| 1965        | لا تطفئ الشمس                               |                                       |
| 1967        | ذكريات بعيدة                                |                                       |
| 1967        | القاهرة والناس                              | عادل                                  |
| 1969        | الانتقام                                    | فؤاد                                  |
| 1969        | بعد العذاب                                  | أحمد                                  |
| 1970        | سيداتي آنساتي حلقة بعنوان «كلام في السياسة» | عماد                                  |
| 1972        | عادات وتقاليد                               |                                       |
| 1974        | الحواجز الزجاجية                            | محمود                                 |
| 1975        | ابن الليل                                   | وافي                                  |
| 1976        | هروب                                        | المقدم فريد البهنساوي                 |
| 1977        | مارد الجبل                                  | أحمد بن شبيب                          |
| 1979        | طائر الأحلام                                | أمين                                  |
| 1981        | ولسه بحلم بيوم                              | حسان                                  |
| 1982        | رجل بلا ماضي                                | ضيف شرف                               |
| 1982        | أرزاق                                       | مصطفى                                 |
| 1982        | أديب                                        | إبراهيم عبد الله                      |
| 1982        | عاشت مرتين                                  | أحمد                                  |
| 1983        | أنا وأنت ورحلة العمر                        | هاني                                  |
| 1985        | عبد الرحمن بن خلدون                         | عبد الرحمن بن خلدون                   |
| 1988        | ثمن الخوف                                   | جابر المنصوري                         |
| 1993        | الثعلب                                      | شوكت فهمي                             |
| 1994        | عمر بن عبد العزيز                           | عمر بن عبد العزيز عبد العزيز بن مروان |
| 1996        | لن أعيش في جلباب أبي                        | عبد الغفور البرعي                     |
| 1997        | هارون الرشيد                                | هارون الرشيد                          |
| 1998        | السيرة العاشورية: الحرافيش                  | عاشور الناجي                          |
| 1999        | الرجل الآخر                                 | مختار العزيزي عبد الله                |
| 2001        | عائلة الحاج متولي                           | متولي سعيد                            |
| 2002        | العطار والسبع بنات                          | الحاج صالح عبد الرحمن العطار          |
| 2003        | رجل الأقدار                                 | عمرو بن العاص                         |
| 2004        | عيش أيامك                                   | سعيد                                  |
| 2006        | حضرة المتهم أبي                             | عبد الحميد دراز                       |
| 2007        | الدالي                                      | سعد الدالي                            |
| 2008        | الدالي - الجزء الثاني                       | سعد الدالي                            |
| 2009        | ما تخافوش                                   | مكرم بدوي                             |
| 2009        | الرحايا حجر القلوب                          | محمد أبو دياب                         |
| 2011        | الدالي - الجزء الثالث                       | سعد الدالي                            |
| 2012        | عرفة البحر                                  | عرفة                                  |
| 2013        | خلف الله                                    | خلف الله                              |

### في المسرح
| سنة الإنتاج | المسرحية                | الشخصية         |
| ----------- | ----------------------- | --------------- |
| 1972        | العيال الطيبين          | وائل إمام       |
| 1978        | ست الملك                |                 |
| 1978        | بكالوريوس في حكم الشعوب |                 |
| 1979        | الفارس والأسيرة         | بيروس           |
| 1986        | لعبة السلطان            | السلطان الرشيد  |
| 1990        | المليم بأربعة           | علي             |
| 1992        | كنت فين يا علي          | الشاويش علي     |
| 1992        | كاليجولا                | كاليجولا        |
| 1998        | يا مسافر وحدك           | أنسي آدم        |
| 2004        | يا غولة عينك حمرا       | عصمت عبد الكريم |
| 2005        | الأميرة والصعلوك        | حسن النساخ      |

### في الإذاعة
| المسلسل               |
| --------------------- |
| ينابيع الحب           |
| وللحب أجنحة           |
| هارب من الذكريات      |
| قانون ساكسونيا        |
| فين عيونك يا نوال     |
| فارس العرب            |
| ابتسامة في بحر الدموع |
| النورس                |
| الإمبراطور أبو الدهب  |
| سيرة ومسيرة           |
| الفاتح صلاح الدين     |

## الجوائز
- حصل على العديد من الجوائز وشهادات التقدير منها «جائزة أحسن ممثل» عن دوره في فيلم ليله ساخنة.
- فاز نور الشريف بجائزة أحسن ممثل في مهرجان القاهرة السينمائي الدولي الذي أقامته جمعية كتاب ونقاد السينما المصرية في دورته الثانية في سبتمبر 1977.
- وفاز بجائزة أفضل ممثل عن دوره في فيلم بتوقيت القاهرة بمهرجان وهران للفيلم العربي.[37]
- وحصل علي جائزة التمثيل الذهبية من مهرجان نيودلهي عن فيلم سواق الأتوبيس.
- وفي الاحتفال بمئوية السينما العالمية عام 1996 اختار النقاد له فيلم سواق الأتوبيس أفضل ثامن فيلم في السينما المصرية
- وقد تم اختيار 7 أفلام للفنان نور الشريف في قائمة أفضل مئة فيلم في ذاكرة السينما المصرية حسب استفتاء النقاد عام 1996 وهي: زوجتي والكلب 1971، أبناء الصمت 1974، الكرنك 1975، أهل القمة 1981، حدوتة مصرية 1982، العار 1982، سواق الأتوبيس 1982.[38]
- تصدر الفنان المصري نور الشريف قائمة أفضل 100[39] فيلم رومانسي في السينما المصرية بفضل أدائه المتميز في الأفلام الرومانسية.

## وفاته
توفي نور الشريف في يوم الثلاثاء 11 أغسطس 2015 في القاهرة بعد صراع طويل مع سرطان الرئة عن عمر يناهز 69 سنة. وتم تشييع جثمانه يوم الأربعاء 12 أغسطس 2015 من مسجد الشرطة بالسادس من أكتوبر.

## الهوامش
- 1: كانَ اِسْمهُ عِنْدَ الوِلادَة هو محمد جابر محمد عبد الله، قَبلَ أَنْ يَقوم لاحقًا بِتغييره فِي الأوراق الرسمية لِيصبح نور الشريف محمد عبد الله وذلك بحسب جواز سفره.[43]

## روابط خارجية
- نور الشريف على موقع IMDb (الإنجليزية)
- نور الشريف على موقع الدهليز
- نور الشريف على موقع قاعدة بيانات الأفلام العربية
- نور الشريف على موقع ألو سيني (الفرنسية)
- نور الشريف على موقع ألو سيني (الفرنسية)
- نور الشريف على موقع قاعدة بيانات الأفلام السويدية (السويدية)
- نور الشريف على موقع قاعدة بيانات الفيلم (الإنجليزية)
- نور الشريف على موقع كينوبويسك (الروسية)